# Ankylocythere villalobosi
Ankylocythere villalobosi är en kräftdjursart som beskrevs av Hobbs 1971. Ankylocythere villalobosi ingår i släktet Ankylocythere och familjen Entocytheridae. Inga underarter finns listade i Catalogue of Life.